# Feline juvenile hyperplastische Gingivitis

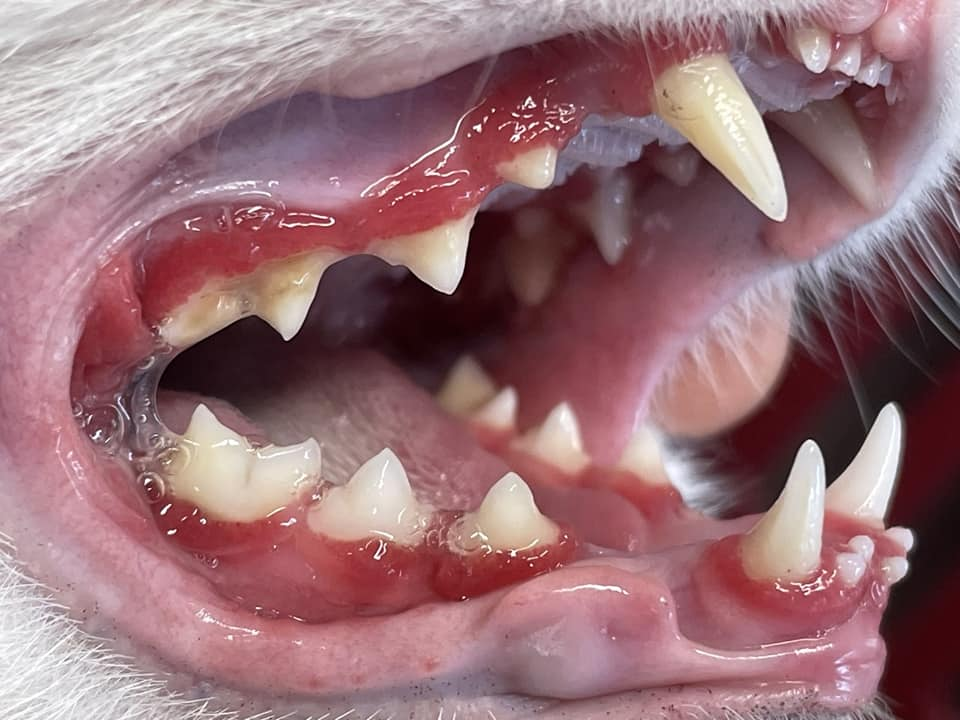
Feline juvenile hyperplastische Gingivitis

Die Feline juvenile hyperplastische Gingivitis ist eine Entzündung des Zahnfleischs (Gingivitis) bei jugendlichen (juvenilen) Hauskatzen. Die Krankheitsursache ist unbekannt. Die Erkrankung tritt nach dem Zahnwechsel auf, in der Regel in einem Alter von 7 bis 10 Monaten, kann sich aber bis ins zweite Lebensjahr erstrecken. Maine Coons, Siamkatzen, Abyssinier und Perser sind häufiger betroffen. Die Erkrankung wird nach der Einteilung  der Maulhöhlenerkrankungen nach Mihaljevic der Gruppe 1 zugeordnet.
Betroffene Tiere haben Schmerzen beim Kauen, eventuell Zahnfleischblutungen beim Spielen oder Kauen und Maulgeruch. Die Erkrankung kann aber auch ohne Symptome verlaufen und wird dann meist als Zufallsbefund bei einer Kastration erhoben.
Bei der klinischen Untersuchung zeigt sich ein über die Zähne wucherndes (hyperplastisches), stark gerötetes Zahnfleisch. Im Gegensatz zur chronischen Gingivostomatitis ist aber die Region des hinteren Gaumenbogens (Faucitis, kaudale Stomatitis) nicht betroffen. Im Gegensatz zur felinen juvenilen Periodontitis ist der Zahnhalteapparat nicht geschädigt, so dass es nicht zur Taschenbildung kommt. Das wuchernde Zahnfleisch kann aber zu Pseudotaschen führen. Eine eindeutige Diagnose ist aber nur durch eine pathohistologische Untersuchung zu stellen.
Zur Behandlung wird das wuchernde Zahnfleisch abgetragen (Gingivektomie) und Beläge werden gründlich entfernt und die Zahnoberflächen poliert. Eine erneute professionelle Zahnreinigung ist nach 2 bis 3 Monaten, manchmal erst nach 5 Monaten erforderlich. Zähneputzen mit einer Zahnbürste ist, so es sich die Katze gefallen lässt, eine sinnvolle häusliche Ergänzung. Ein spezielles Futter für Zahnerkrankungen und antiseptische Spülungen mit Chlorhexidin können ebenfalls den Heilungsprozess unterstützen. Die Prognose ist gut.